# Černýita
La černýita és un mineral de la classe dels sulfurs, que pertany al grup de l'estannita. Rep el nom en honor del doctor Petr Černý (1934 - 7 d'abril de 2018), professor de geologia a la Universitat de Manitoba, al Canadà, i expert en la mineralogia de les pegmatites. Va descobrir el mineral a la Mina de Tanco (Canadà).

## Característiques
La černýita és una sulfosal de fórmula química Cu₂(Cd,Zn,Fe)SnS₄. Es tracta d'una espècie aprovada per l'Associació Mineralògica Internacional, i publicada per primera vegada el 1978. Cristal·litza en el sistema tetragonal. La seva duresa a l'escala de Mohs és 4.
Segons la classificació de Nickel-Strunz, la černýita pertany a «02.CB - Sulfurs metàl·lics, M:S = 1:1 (i similars), amb Zn, Fe, Cu, Ag, etc.» juntament amb els següents minerals: coloradoïta, hawleyita, metacinabri, polhemusita, sakuraiïta, esfalerita, stil·leïta, tiemannita, rudashevskyita, calcopirita, eskebornita, gal·lita, haycockita, lenaïta, mooihoekita, putoranita, roquesita, talnakhita, laforêtita, ferrokesterita, hocartita, idaïta, kesterita, kuramita, mohita, pirquitasita, estannita, estannoidita, velikita, chatkalita, mawsonita, colusita, germanita, germanocolusita, nekrasovita, estibiocolusita, ovamboïta, maikainita, hemusita, kiddcreekita, polkovicita, renierita, vinciennita, morozeviczita, catamarcaïta, lautita, cadmoselita, greenockita, wurtzita, rambergita, buseckita, cubanita, isocubanita, picotpaulita, raguinita, argentopirita, sternbergita, sulvanita, vulcanita, empressita i muthmannita.

## Formació i jaciments
Aquesta espècie va ser descrita a partir de mostres obtingudes en dos indrets: la mina Tanco, situada al llac Bernic, a Manitoba (Canadà), i la mina Hugo, a la localitat de Keystone, dins el comtat de Pennington (Dakota del Sud, Estats Units). També ha estat descrita a Alemanya, Noruega, Polònia, Espanya i Suïssa.